# SN 1956I
SN 1956I – supernowa odkryta 9 kwietnia 1956 roku w galaktyce A131748-0134. W momencie odkrycia miała maksymalną jasność 20,20m.